# Jermy Tibor
| Rovarász kortársaink. Lényeges apróságok Jermy Tiborról. Rovarász Híradó. 2014. december | Rovarász kortársaink. Lényeges apróságok Jermy Tiborról. Rovarász Híradó. 2014. december |
| Kattints az alábbi külső linkek egyikére!                                                | Kattints az alábbi külső linkek egyikére!                                                |
| ---------------------------------------------------------------------------------------- | ---------------------------------------------------------------------------------------- |
| Nem található szabad kép.(?)                                                             |                                                                                          |
| külső link · jogvédett                                                                   | Jermy Tibor                                                                              |

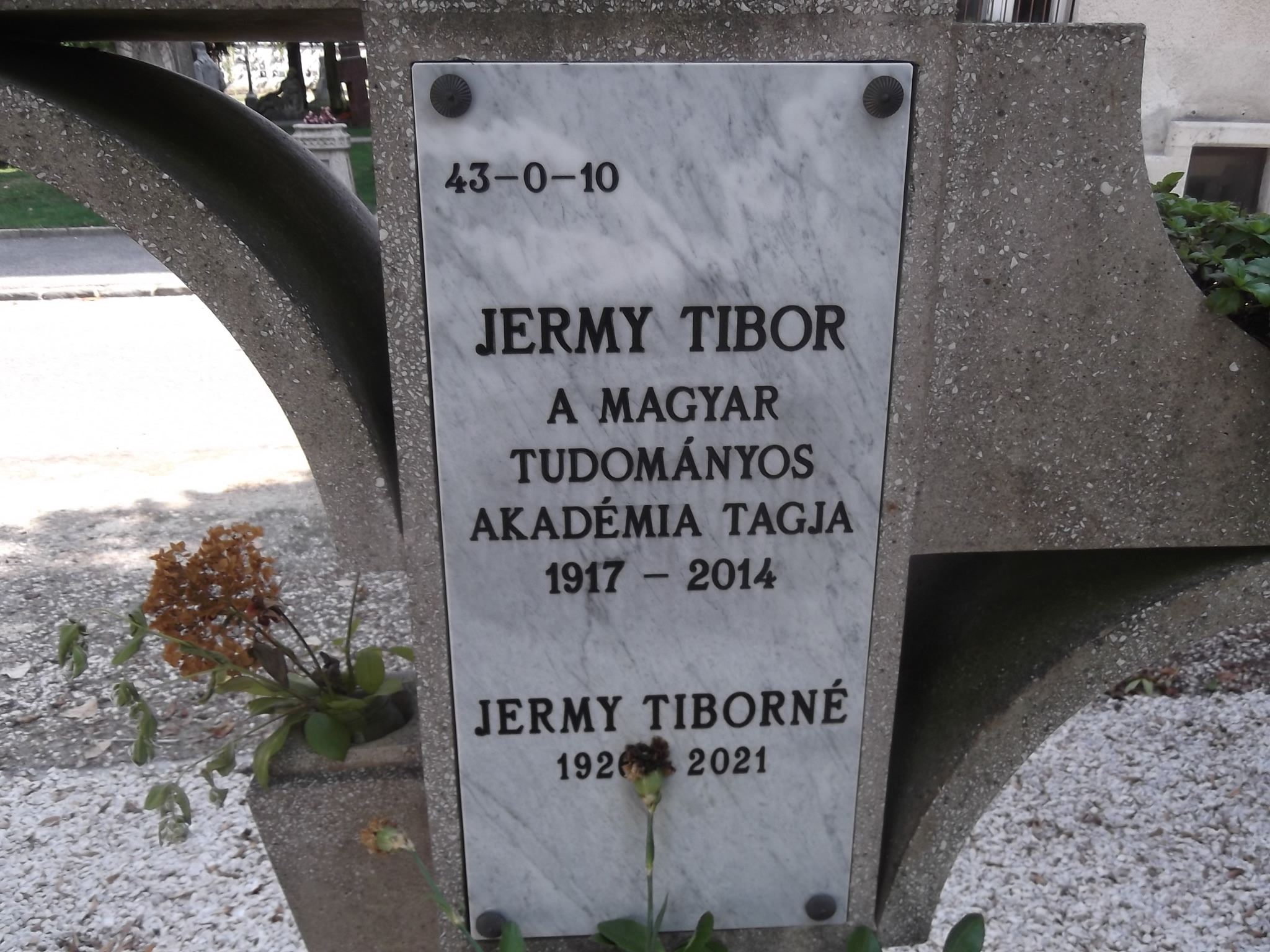
Jermy Tibor sírja a Farkasréti Temetőben

Jermy Tibor (Lőcse, 1917. január 31. – Budapest, 2014. szeptember 23.) agrozoológus, entomológus, ökológus, a mezőgazdasági tudomány kandidátusa (1952), a biológiai tudományok doktora (1973), a Magyar Tudományos Akadémia levelező (1976), majd rendes (1985) tagja. A magyarországi agrozoológia, vagyis a mezőgazdasági-növényvédelmi állattan legnagyobb hatású képviselője volt a 20. század második felében. A magyarországi kísérleti rovarökológiai és -etológiai kutatások elindítójaként vezető szerepet játszott a rovarkártevők elleni biológiai növényvédelem tudományos alapjainak megteremtésében.

## Életútja
A budapesti Toldy Ferenc Főreáliskola elvégzése (1928–1935) után a fővárosi Pázmány Péter Tudományegyetemre iratkozott be. 1940-ben fejezte be felsőfokú tanulmányait, s a Szőlő- és Borgazdasági Központi Kísérleti Állomáson helyezkedett el borvegyészként. Természetrajz–kémia szakos tanári oklevelét végül 1942-ben szerezte meg. Még ugyanabban az évben katonai szolgálatra hívták be és tüzérként harcolt a második világháborúban. 1945 márciusában szovjet hadifogságba esett, és csak 1947 júliusában tért haza. Folytatta borvegyészi munkáját, majd 1949-ben tudományos munkatársi állást ajánlottak számára az MTA Növényvédelmi Kutatóintézetének állattani osztályán. Itt dolgozott egészen 1978. évi nyugdíjazásáig, 1960–1969 között az intézmény tudományos főmunkatársaként, 1969–1978 között pedig mint annak igazgatója irányította a kutatómunkát. 1978–1979-ben az Amerikai Egyesült Államok mezőgazdasági minisztériumának meghívott kutatójaként tevékenykedett.

## Munkássága
Kutatásai középpontjában a kultúrnövények rovarkártevőinek cönológiai, ökológiai és etológiai vizsgálata állt, ennek eredményeként megvetette az agroökoszisztéma korszerű kutatásának és a biológiai növényvédelemnek az alapjait. Behatóan vizsgálta az életközösségek (biocönózisok) működését, s analógiát állított fel ezek energiaforgalma és -egyensúlya, valamint a szervetlen anyagi rendszerek entrópiája között. A növények és a növényevő (fitofág) rovarok koevolúciós elméletét, azaz együttes törzsfejlődését elvetette, a biológiai egyensúly fogalmát és a biotikus tényezőknek az evolúcióra ható erejét vitatta. Ehelyett kidolgozta a szekvenciális evolúció tézisét, amely szerint e két élőlénycsoport kiegyensúlyozatlan törzsfejlődésében a laza biotikus kapcsolat és az aszimmetria játssza a fő szerepet. Más szavakkal: a növény törzsfejlődése a meghatározó, amelyre a fitofág rovar evolúciós, adaptációs válasza lehet egyfelől tápnövény-specifikációs spektrumának kiszélesítése (alkalmazkodik korábbi tápnövényéhez), illetve megváltoztatása (más tápnövényt keres).
Újszerű módszerekkel végzett rovaretológiai munkássága az entomológia alaptudománya számára is alapvető jelentőségű. Vizsgálataival bebizonyította a növényevő rovarok tanulási képességét, valamint rámutatott arra, hogy a rovarok tápnövény-specializációját nem a táplálkozást indukáló (fagostimuláns) növényi anyagok határozzák meg – ahogy korábban gondolták –, hanem éppen az egyes növényekben előforduló, az egyes növényfajokra jellemző táplálkozásgátló (fagoinhibitor) anyagok, amelyekhez bizonyos rovarfajok alkalmazkodtak és kemoreceptoraikkal felismerik őket. Behatóan foglalkozott a burgonyabogár (Leptinotarsa decemlineata), az amerikai fehér szövőlepke (Hyphantria cunea), illetve ez utóbbi populációit ritkító, parazita fürkészlegyek (Tachinidae) biológiájával is. Vizsgálta az almamoly (Cydia pomonella) diapauzáját, azaz az egyedfejlődésnek a környezeti feltételek megváltozása miatti időszakos lelassulását vagy leállását egy almafa északi, illetve déli oldalába telepített almamolylárva-populáció megfigyelésével.
Az országos fénycsapdahálózat 1950-es–1960-as évekbeli kiépítésével megteremtette a közvetett növényvédelmet segítő rovarmonitorozás lehetőségét. Ennek köszönhetően egyfelől lehetővé vált a fényre repülő rovarkártevők tömeges elszaporodásának előrejelzése, másfelől a rovarpopulációk magyarországi dinamikájáról, rajzásáról a világon egyedülálló módon fél évszázadra visszatekintő teljes adatsorok állnak a kutatók rendelkezésére. Tervei szerint készült el 1957-re a Növényvédelmi Kutatóintézet keszthelyi laboratóiuma, ahol korszerű körülmények között folytathatta agrozoológiai és agroökológiai vizsgálatait. Részt vett a Studia Biologica Hungarica szerkesztésében.

## Társasági tagságai és elismerései
Tudományos eredményei elismeréseként 1976-ban a Magyar Tudományos Akadémia levelező, 1985-ben rendes tagjává választották, 1980 és 1987 között a VIII. (Biológiai) Osztály elnökhelyettese, 1987 és 1990 között elnöke volt. 1969–1972-ben a Magyar Rovartani Társaság elnöki tisztét töltötte be, 1969–1977-ben a Magyar Agrártudományi Egyesület Növényvédelmi Társaságának elnöke, 1977-től tiszteletbeli elnöke. 1990-ben az Amerikai Filozófiai Társulat (American Philosophical Association), 1992-ben pedig a Brit Ökológiai Társaság (British Ecological Society) választotta tagjai közé.
1983-ban Állami Díjat kapott a környezetkímélő növényvédelem kutatásában, valamint a kémiai és kísérleti rovarökológiai kutatásokban elért jelentős eredményeiért (a díjat Király Zoltánnal és Matolcsy Györggyel megosztva nyerte el). 1992-ben az Akadémiai Aranyérmet vehette át. 1993-ban a keszthelyi Pannon Agrártudományi Egyetem díszdoktorává avatták.

## Főbb művei
- A burgonyabogár (Leptinotarsa decemlineata Say). Budapest, Mezőgazdasági, 1955, 187 o. (Sáringer Gyulával)
- Biológiai védekezés a növények kártevői ellen. Budapest, Mezőgazdasági, 1967, 195 o.
- A biológiai védekezés múltja, jelene és jövője. Budapest, Tudományos Ismeretterjesztő Társaság, 1984, 24 o.
- Gondolatok a koevolúcióról: Akadémiai székfoglaló. Budapest, Akadémiai, 1987, 43 o.
- A növényvédelmi állattan kézikönyve I–VI. Budapest, Akadémiai, 1988–1996. (szerkesztette Balázs Klárával)
- Az állatok populációdinamikája. Budapest, Akadémiai, 1992, 162 o. (Kozár Ferenccel és Samu Ferenccel)